# 심불상응행법 (아비달마순정리론)
이 문서는 부파불교의 설일체유부의 주요 논서인 《아비달마순정리론》에서 설명하고 있는 심불상응행법(心不相應行法)에 대해 다룬다. 심불상응행법에 대한 전체적 · 일반적 내용은 '심불상응행법 문서'에서 다루고 있다.
설일체유부의 논사로서, 카슈미르의 정통 설일체유부의 종장(宗匠)으로 불리는 중현(衆賢, Sanghabhadra)은 자신의 저서 《아비달마순정리론》 제12권에서 심불상응행법(心不相應行法)에 속한 모든 법들은 무엇보다도 마음(심)과 상응하지 않기[不與心相應] 때문에 '심불상응행(心不相應行)'이라 명명한 것이라고 밝히고 있다. 이러한 정의를 제공한 후 그는 심불상응행(心不相應行)이라는 명칭이 뜻하는 바에 대해 다른 논서들보다 더 자세히 설명하고 있다.
그리고, 중현은 심불상응행법에 속한 법으로 득(得) · 비득(非得) · 동분(同分) · 무상과(無想果) · 무상정(無想定) · 멸진정(滅盡定) · 명(命) · 생(生) · 주(住) · 이(異) · 멸(滅) · 명신(名身) · 구신(句身) · 문신(文身) · 화합성(和合性)의 15가지를 들고 있다.

## 정의
《아비달마구사론》에서는 다음과 같이 심불상응행법(心不相應行法)을 정의하고 있으며 또한 '심불상응행(心不相應行)'이라는 명칭이 가진 여러 의미에 대해 설명하고 있다.
今次當辯心不相應行。頌曰。

 心不相應行 得非得同分

 無想二定命 相名身等類

論曰。等者等取句身文身及和合性。類者顯餘所計度法。即前種類。謂有計度離得等有蘊得等性。如是諸法。不與心相應故。說名為心不相應行。非如心所與心共一所依所緣相應而起。說心言者。為顯此中所說得等是心種類。諸心所法。所依所緣。皆與心同。亦心種類。為簡彼故。言不相應。諸無為法。亦心種類。無所依緣。故亦是不相應。為欲簡彼故復言行。
— 《아비달마순정리론》, 제12권. p. 396c. 한문본

이제 다음으로 마땅히 심불상응행(心不相應行)에 대해 분별해 보아야 할 것이다.
게송으로 말하겠다.

 심불상응행이란

 득(得)과 비득(非得)과 동분(同分)과

 무상과(無想果)와 두 가지 정(定)과 명(命)과

 상(相)과 명신(名身) 등의 종류이다.

논하여 말하겠다.
[본 송에서] ‘등’이라고 함은 구신(句身)과 문신(文身) 그리고 화합성(和合性)을 동등하게 취[等取]한다는 말이며, ‘종류[類]’라고 함은 그 밖의 생각해 보아야 할 법으로 바로 앞의 종류를 나타내니, 이를테면 ‘득’ 등을 떠나 온(蘊)과 관계하는 ‘득’ 등의 법성이 존재한다는 사실에 대해서도 생각해 보아야 하는 것이다.
이와 같은 온갖 법은 마음과 상응하지 않기 때문에 ‘심불상응행’이라 이름한 것으로, 심소처럼 마음과 동일한 소의와 소연을 함께 함으로써 상응하여 일어나는 것이 아니다. 그럼에도 ‘심(心)’이라는 말을 설한 것은, 여기서 설한 ‘득’ 등은 바로 이러한 마음과 관계하는 종류[心種類]임을 나타내기 위해서였다. 그리고 소의와 소연이 모두 마음의 그것과 동일한 모든 심소법 역시 마음과 관계하는 종류이므로 그것과 구별하기 위해 ‘불상응’이라고 말하였다. 나아가 온갖 무위법 역시 마음과 관계하는 종류이지만 소의와 소연을 갖지 않기 때문에 역시 ‘불상응’이므로 이와 구별하기 위해 다시 ‘행’이라고 말한 것이다.
— 《아비달마순정리론》, 제12권. 538쪽. 한글본

위의 인용문에서 나타난 바대로, 먼저 중현은 심불상응행법에 속하는 법들로 득(得) · 비득(非得) · 동분(同分) · 무상과(無想果) · 무상정(無想定) · 멸진정(滅盡定) · 명(命) · 생(生) · 주(住) · 이(異) · 멸(滅) · 명신(名身) · 구신(句身) · 문신(文身) · 화합성(和合性)의 15가지를 들고 있다.
그의 설명에 따르면, 심불상응행법에 속한 모든 법들은, 무엇보다도, 마음(심)과 상응하지 않기[不與心相應] 때문에 '심불상응행(心不相應行)'이라 명명한 것이다. 그리고 마음과 상응하지 않는다는 것[不與心相應]이란, 마음작용(심소)들이 마음이 현재 인연하고 있는 동일한 소의(所依: 즉 6근)와 소연(所緣: 즉 6경)을 인연하여 마음과 동등한 관계로서 마음과 상응하여 일어나는 것임에 비해, 심불상응행법에 속한 법들은 이러한 방식으로 일어나는 것이 아니라는 것을 뜻한다.
그럼에도 불구하고, '심(心)'이라는 낱말을 사용하여 '심불상응행(心不相應行)'이라 명명한 것은 이것에 속한 법들은 심종류(心種類), 즉 물질(색, 육체)이 아닌 정신(심, 마음)에 관계된 법들, 즉 물질(색, 육체)이 아닌 정신(심, 마음)에 속한 법들임을 나타내기 위한 것이다.
그리고, 마음작용(심소)도 크게 볼 때 색종류(色種類: 물질)가 아닌 심종류(心種類: 정신)에 속하는데, '불상응(不相應)'이라는 낱말을 사용하여 '심불상응행(心不相應行)'이라 명명한 것은 이것에 속한 법들이  마음(심)과 상응하여 일어나는 법들인 마음작용(심소)과 구별되는 법들임을 나타낸다.
마지막으로, '행(行)'이라는 낱말을 사용하여 '심불상응행(心不相應行)'이라 명명한 것은, 무위법 역시 크게 볼 때 심종류(心種類: 정신)에 속하고 또한 소의(所依: 즉 6근)와 소연(所緣: 즉 6경)을 인연하는 법이 아니므로 '불상응'인데, 심불상응행에 속한 법들이 이러한 '불상응'의 무위법과 구별되는 법들, 즉 '불상응'의 유위법임을 나타내기 위한 것이다.

## 개별 법의 설명
《아비달마순정리론》에서는 15가지 불상응행법을 들고 있는데, 이들에 대한 《아비달마순정리론》의 설명은 다음과 같다.

### (1) 득(得)
득(得, 산스크리트어: prāpti)은 획득[獲, 산스크리트어: prātilambha]과 성취(成就, 산스크리트어: samanvāgama)를 말한다. 일찍이 얻지 못한 것의 '득'을 획득이라 하고, 일찍이 이미 얻은 것의 '득'을 성취라 한다. 득은 유위법 중에서는 자상속(自相續)에 대해서만 그리고 무위법 중에서는 택멸 · 비택멸의 2가지 멸에 대해서만 존재한다.

### (2) 비득(非得)
비득(非得, 산스크리트어: aprāpti)은 득(得)의 반대를 말한다. 즉, 불획(不獲, 산스크리트어: apratilambha)과 불성취(不成就, 산스크리트어: asamanvāgama)를 말한다. 아직 얻지 못한 것의 비득을 '불획'이라 하고, 이미 상실한 것의 비득을 '불성취'라고 한다. 예를 들어, 이생(異生, pṛthagjana, 즉 범부)이란 아직 성법(聖法)을 획득하지 못한 사람들, 즉 성법의 불획(不獲)을 자성으로 삼는 사람들을 말한다.

### (3) 동분(同分)
동분(同分, 산스크리트어: sabhāga)은 중동분(衆同分, 산스크리트어: nikāya-sabhāga)이라고도 하며, 온갖 유정이 존재로서의 동등함[類等]을 갖고 전전(展轉)하는 것을 말한다. 즉 동일한 취(趣)에서 태어난 유정은 모두 동일한 신체적 형태와 6근의 작용을 가지며 또한 먹고 마시는 것 등이 서로 유사한데, 이러한 유사성의 근거와, 또한 이들 유정이 전전하면서 욕락(欲樂: 원하고 즐겨함)하는 근거를 동분 또는 중동분이라 한다. '동(同)은' 신체적 형태나 업용, 욕락이 서로 유사하게 전전하는 것을 뜻하고 '분(分)'은 근거[因]를 뜻한다. 즉 어떤 개별적인 실체가 존재하여 바로 이러한 동등함의 근거가 되는데, 이 개별적인 실체를 '동분'이라 이름한 것이다.

### (4) 무상과(無想果)
무상과(無想果, 산스크리트어: āsaṃjñika)는 무상(無想, 산스크리트어: āsaṃjña)이라고도 하며, 무상유정천(無想有情天: 색계 제4선의 제3천인 광과천)에서 작용하는 법[實有物]으로서, 유정이 무상유정천에 있는 동안에는 마치 방죽이 강물을 막는 것처럼 미래의 심법과 심소법을 차단하여 생기하지 않게 한다. 이런 뜻에서 무상과를 심 · 심소를 소멸시키는 법이라고 말한다. 그리고 이 법은 무상정(無想定)에 의해 초래되는 이숙과(異熟果)이다. 그리고 무상정에 의해 초래된 수명의 양이 그 세력을 다하면 반드시 다시 욕계에 태어난다.

### (5) 무상정(無想定)
무상정(無想定, 산스크리트어: asaṃjñi-samāpatti)은 무상과와 마찬가지로 심 · 심소를 소멸시키는 법이다. 무상정과 무상과는 심 · 심소를 소멸시키는 작용을 한다는 점에서는 동일하나, 무상정과 무상과는 각각 이숙인과 이숙과의 관계에 있다는 점에서 서로 차이가 있다.
무상정은 제4정려(색계 제4선)에서 존재한다. 그리고 무상과가 이숙과로서 무기성임에 비해 무상정은 선성(善性)이다. 언제 그 과보를 받는가라는 면에서 살펴보면, 무상정은 순생수업(順生受業)이다. 그리고, 무상정은 이염득(離染得)이 아닌 가행득(加行得)이다. 즉, 제3정려를 떠나 제4정려에 도달할 때 자동으로 획득되는, 즉 제3정려의 번뇌[染]를 벗어날[離] 때 자동으로 획득되는 상태 또는 성취가 아니며, 제4정려의 상태에서 별도로 목표로 삼아 노력[加行]함으로써 도달되는 상태 또는 성취이다. 그러나 무상정은 성자가 닦는 선정이 아니다. 성자에게는 무용한 선정이다. 즉 성자들이 별도로 목표로 삼아 성취하고자 노력할만한 가치가 있는 선정이 아니다.
바른 견해를 가지지 못한 이생(異生: 범부)과 외도는 무상(無想)이 바로 참된 해탈이며 무상정이 출리도(出離道)라는 견해와 주장을 가지며, 따라서 무상을 증득하기 위해 무상정을 닦곤 한다. 반면 바른 견해를 가진 모든 성자는 무상정을 참된 해탈이나 참된 출리도로 여기지 않는다. 이러한 이유로 무상정을 '이생의 선정', 즉 이생(異生: 범부) 또는 외도가 닦는 선정이라는 뜻에서 이생정(異生定)이라고도 한다.

### (6) 멸진정(滅盡定)
멸진정(滅盡定, 산스크리트어: nirodha-samāpatti)은 무상정과 마찬가지로 심 · 심소를 소멸시키는 법이다. 멸진정과 무상정은 심 · 심소를 소멸시키는 작용을 한다는 점에서는 동일하나, 무상정은 해탈을 구하기 위해 상(想)을 염괴(厭壞)하여 출리상을 작의[出離想作意]하는 것을 '최우선의 방편으로 삼아 행함[為先]'으로써 증입(證入)을 획득하려는 것임에 비해, 멸진정은 정주(靜住, śānta vihāra: 마음이 산란을 떠나 고요히 머무는 것)를 구하기 위해 마음의 산란 동요를 염괴하여 지식상을 작의[止息想作意]하는 것을 '최우선의 방편으로 삼아 행함[為先]'으로써 증입을 획득하려는 것이다. 또한, 무상정이 색계의 최고위인 사념청정지(捨念淸淨地) 즉 제4정려에서 가행(加行: 별도의 노력)으로 획득되는 선정인 반면, 멸진정은 무색계의 최고위인 비상비비상처지(非想非非想處地)에서 가행(加行: 별도의 노력)으로 획득되는 선정이라는 점에서 차이가 있다. 단, 부처는 정장(定障: 선정의 장애 즉 불염오무지)을 영원히 떠났기 때문에 언제라도 일으키려고 마음만 먹으면 멸진정을 일으킬 수 있다.
멸진정은 무색계의 변지(邊地: 최고위인 제4지)인 비상비비상처지(非想非非想處地)에서 존재한다. 멸진정을 3성(三性)에 따라 분별해보면 오로지 선성(善性)이며 염오무기가 아니다. 언제 그 과보를 받는가라는 면에서 살펴보면, 멸진정은 순생수(順生受) · 순후수(順後受) · 부정수(不定受) 모두와 통한다. 그리고, 멸진정은 무상정과 마찬가지로 이염득(離染得)이 아닌 가행득(加行得)이다. 즉, 무색계의 제3지인 무소유처지를 떠나 제4지인 비상비비상처지에 도달할 때 자동으로 획득되는, 즉 무소유처지의 번뇌[染]를 벗어날[離] 때 자동으로 획득되는 상태 또는 성취가 아니며, 비상비비상처지의 상태에서 별도로 목표로 삼아 노력[加行]함으로써 도달되는 상태 또는 성취이다. 그리고 멸진정은 오직 성자만이 획득할 수 있는 선정이다.
무상정은 이생과 외도가 닦고 획득하는 선정이지만 멸진정은 오직 성자만이 닦고 획득하는 선정이다. 즉 모든 이생은 멸진정을 일으킬 수 없는데, 그 이유는 아직 유정지(즉, 비상비비상처지)의 견소단의 번뇌[惑]를 초월하지 못하였기 때문에 멸진정을 일으킬 만한 능력을 가지고 있지 못하기 때문이다.

### (7) 명(命)
명(命)은 명근(命根, 산스크리트어: jīvitendriya)이라고도 하며, 3계의 목숨[壽]을 말한다. 즉, 명(命) 또는 명근(命根)이란 능히 체온[煖]과 의식[識]을 유지하게 하여 유정으로 하여금 상속하게 하고 지속하게 하는 원인[因]이 되는 어떤 개별적인 법이다. 그리고 목숨[壽]을 능히 유지하는 것은 바로 업이다.

### (8) 생(生)
생(生, 산스크리트어: jāti)은 온갖 유위법[行]이 생겨나는데 어떠한 장애도 없게 하는 두드러진 원인[勝因]으로, 개별적인 법[別法]이다.

### (9) 주(住)
주(住, 산스크리트어: sthiti)는 이미 생겨나 아직 괴멸하지 않은 온갖 유위법[行]이 자신의 결과를 인기(引起)하는데 어떠한 장애도 없게 하는 두드러진 원인[勝因]으로, 개별적인 법[別法]이다.

### (10) 이(異)
이(異, 산스크리트어: anyathātva)는 온갖 유위법[行]이 상속하여 후 찰나의 그것이 전 찰나의 그것과 다르게 되는 두드러진 원인[勝因]으로, 개별적인 법[別法]이다.

### (11) 멸(滅)
멸(滅, 산스크리트어: anityatā)은 함께 생겨난[俱生] 유위법[行]이 괴멸하는 두드러진 원인[勝因]으로, 개별적인 법[別法]이다.

### (12) 명신(名身)
명신(名身, 산스크리트어: nāmakāya)은 안 · 이 · 비 · 설 · 신 · 의 · 항아리 · 옷 · 수레 등과 같은, 온갖 상(想, saṃjñā)의 집합[合集, 總說, 산스크리트어: samukti], 즉 온갖 명사적 개념의 집합을 말한다. 상(想) 즉 명사적 개념이란 법에 대해 분별하여 공통적으로 설정한, 글자에 의해 낳아진 개념을 말한다.

### (13) 구신(句身)
구신(句身, 산스크리트어: padakāya)은 '이러한 복업(福業)은 즐거움의 이숙을 초래한다'와 같은 온갖 문장[章]의 집합[合集, 總說, 산스크리트어: samukti]을 말한다. 문장[章]이란 문장을 통한 해설과 전달[章辯]을 말하는 것으로, 사람들은 동작 · 성질 · 시제 등이 포함된 차별적인 문장들의 집합을 구성하여 말하고자 하는 의미를 해설하고 전달한다.

### (14) 문신(文身)
문신(文身, 산스크리트어: vyañjanakāya)은 예를 들어 산스크리트어의 경우 아([褒-保+可], a) · 아(阿, ā) · 일(壹, i) · 이(伊, ī) · 가(迦, ka) · 가(佉, kha) · 가(伽, ga) 등과 같은 글자[字, 산스크리트어: akṣara]의 집합[合集, 總說, 산스크리트어: samukti]을 말한다.

### (15) 화합성(和合性)
화합성(和合性, 산스크리트어: sāmagrī)은 온갖 유위법이 생겨날 때 그것을 생겨나게 하는 인연들이 모이는 것을 말하며, 이와 같은 '인연들의 모임'은 별도의 실체[別法]이다. 예를 들어, 근(根) · 경(境) · 식(識)의 3사(三事)의 화합에 의해 촉(觸)이 성립되는데, 3사화합(三事和合)과 촉은 각각 별도의 법[別法]이다. 다른 예로는, 파승[破僧: 승가의 파괴]은 화합성을 상실하는 것, 즉 화합성의 비득(非得)을 의미하며, 따라서 불상응행법에 포섭된다.

## 같이 보기
- 심불상응행법
- 부파불교의 설일체유부
  - 심불상응행법 (아비달마품류족론)
  - 심불상응행법 (아비달마구사론)
  - 심불상응행법 (아비달마순정리론)
- 대승불교의 유식유가행파
  - 심불상응행법 (유가사지론)
  - 심불상응행법 (현양성교론)
  - 심불상응행법 (대승아비달마집론·잡집론)
  - 심불상응행법 (대승오온론·광오온론)
  - 심불상응행법 (대승백법명문론)
  - 심불상응행법 (성유식론)

## 참고 문헌
- 곽철환 (2003). 《시공 불교사전》. 시공사 / 네이버 지식백과. |title=에 외부 링크가 있음 (도움말)
- 권오민 (1991). 《경량부철학의 비판적 체계 연구》. 동국대학원 철학박사 학위논문.
- 세친 지음, 현장 한역, 권오민 번역 (K.955, T.1558). 《아비달마구사론》. 한글대장경 검색시스템 - 전자불전연구소 / 동국역경원. K.955(27-453), T.1558(29-1). |title=에 외부 링크가 있음 (도움말)
- 운허.  동국역경원 편집, 편집. 《불교 사전》. |title=에 외부 링크가 있음 (도움말)
- 중현 지음, 현장 한역, 권오민 번역 (K.956, T.1562). 《아비달마순정리론》. 한글대장경 검색시스템 - 전자불전연구소 / 동국역경원. K.956(27-680), T.1562(29-329). |title=에 외부 링크가 있음 (도움말)
- (중국어) 星雲. 《佛光大辭典(불광대사전)》 3판. |title=에 외부 링크가 있음 (도움말)
- (중국어) 세친 조, 현장 한역 (T.1558). 《아비달마구사론(阿毘達磨俱舍論)》. 대정신수대장경. T29, No. 1558, CBETA. |title=에 외부 링크가 있음 (도움말)
- (중국어) 중현 조, 현장 한역 (T.1562). 《아비달마순정리론(阿毘達磨順正理論)》. 대정신수대장경. T29, No. 1562, CBETA. |title=에 외부 링크가 있음 (도움말)